# Rimanella arcana
Rimanella arcana (tên tiếng Anh: Pantepui Relict Damsel) là một loài chuồn chuồn kim đơn hình thuộc họ Amphipterygidae.
Loài này có ở Guyana, Suriname, và Venezuela với nơi sống là các dòng suối trên núi ở độ cao trên 800 mét.